# 七星門
七星門，位於朝鮮平壤直轄市牡丹峰區域，建於6世紀的高麗時期。1712年重建。其名字取自北斗七星，這一星座既具有“為政以德，譬如北辰居其所而眾星拱之”政治內涵，在宗教裡也找到依據，如佛教寺院的“七星殿”。
七星門被收入第16號朝鮮民主主義人民共和國國寶。